# 소녀세상
소녀세상은 대한민국의 음악 그룹이다. 2022년 싱글 《라푼젤》로 데뷔했다.